# Едоардо Манджаротті
Едоардо Манджаротті (італ. Edoardo Mangiarotti; 7 квітня 1919, Ренате, провінція Монца і Бріанца, Італія — 25 травня 2012, Мілан) — видатний італійський фехтувальник, 6-разовий олімпійський чемпіон і 12-разовий чемпіон світу. Володар найбільшої кількості нагород Олімпіад та чемпіонатів світу в історії фехтування. Спеціалізувався у фехтуванні на шпагах і рапірах.
За загальною кількістю олімпійських медалей Манджаротті (13 нагород) ділить 4-е місце в сучасній олімпійської історії з японським гімнастом Такаші Оно і радянським гімнастом Борисом Шахліним. При цьому в 1960 році в Римі він став першим спортсменом, хто зумів виграти протягом кар'єри 13 олімпійських медалей. Більше медалей згодом виграли лише Лариса Латиніна (18), Майкл Фелпс (16) і Микола Андріанов (15). Якщо ж врахувати, що розквіт таланту Манджаротті припав на Другу світову війну, через яку не були проведені 2 літні Олімпіади (1940 та 1944), то можна припустити, що Едоардо під силу було виграти ще як мінімум 4-5 нагород.
Ділить з іншим знаменитим фехтувальником Недо Наді італійський рекорд за кількістю золотих олімпійських медалей.

## Спортивна біографія
Едоардо Манджаротті народився в сім'ї відомого фехтувальника Джузепе Манджаротті (англ.) (1883—1970), 17-кратного чемпіона Італії з фехтування на шпагах. В 1908 році в Лондоні Джузеппе брав участь в Олімпійських іграх і посів 4-е місце в складі збірної Італії в командному турнірі шпажистів. Старший брат Едоардо Даріо (1915—2010) також став відомим фехтувальником і був чемпіоном світу-1949, а разом з Едоардо виграв золото в командному турнірі шпажистів на Олімпіаді-1952 у Гельсінкі, і 2 олімпійських срібла. Батько з дитинства готував Едоардо до спортивній кар'єри; для того, щоб зробити стиль фехтування Едоардо незручним для суперників, батько вчив правшу від природи фехтувати лівою рукою. Вже з 11 років Едоардо почав перемагати на національних першостях у своєму віці, по праву вважаючись найталановитішим італійським фехтувальником.

### Олімпіада-1936
Едоардо дебютував на світових першостях в 1935 році в 16-річному віці, а вже через рік поїхав на Олімпіаду-1936 в Берлін і виграв там золото в складі італійської збірної шпажистів. Через рік в Парижі Едоардо вперше став чемпіоном світу, перемігши у командній першості шпажистів.

### Олімпіада-1948
Після Другої світової війни Едоардо продовжував залишатися одним з лідерів світового фехтування. На Олімпіаді-1948 в Лондоні Едоардо виграв 3 медалі — 2 срібла в командних турнірах шпажистів і рапіристів, а також бронзу в особистій першості шпажистів. Це була єдина для нього Олімпіада, де він не завоював жодної золотої медалі.

### Олімпіада-1952
На Олімпіаді-1952 у Гельсінкі 33-річний Едоардо виграв свою першу і єдину золоту медаль в особистому турнірі — він блискуче першість серед шпажистів (друге місце зайняв його брат Даріо). До цього він додав золото в командному турнірі шпажистів, а також 2 срібла — у командній та особистій першості серед рапіристів. Срібло в особистій першості рапіристів стало для Манджаротті першою і єдиною медаллю в олімпійській кар'єрі в цій дисципліні.
В 1954 році на чемпіонаті світу в Люксембурзі Манджаротті виграв відразу 3 золоті медалі — у командних першостях шпажистів і рапіристів, а також в особистій першості шпажистів, крім того, він був другим в особистому турнірі рапіристів.

### Олімпіада-1956
В 1956 році на своїй 4-й Олімпіаді в Мельбурні Едоардо знову виграв 2 золоті медалі, обидві в командних першостях з рапіри та шпаги (це була єдина для нього золота медаль у рапірі), додавши до них бронзу в особистому турнірі шпажистів. При цьому турнір шпажистів на тій Олімпіаді був одним з найдраматичніших в історії: після основних змагань з'ясувалося, що відразу 3 італійця — Едоардо Манджаротті, Карло Павесі і Джузепе Дельфіно — лідирують з 5 перемогами і 2 поразками. Був проведений додатковий міні-турнір між ними — кожен виграв 1 бій і 1 програв. Довелося знову проводити додаткові бої, хоча час вже хилилося до півночі. Втомлений 37-річний Манджаротті програв обидва бої своїм молодшим співвітчизникам (Павесі тоді було 33 роки, а Дельфіно 34) і завоював бронзу. Павесі ж обіграв Дельфіно і став олімпійським чемпіоном. Цікаво, що це чудове тріо перемагало на трьох поспіль Олімпіадах в особистих турнірах шпажистів — в 1952 році виграв Манджаротті, в 1956 — Павесі, а через 4 роки в Римі — Дельфіно. Всього ж на трьох у них набралося 14 золотих олімпійських медалей (Дельфіно і Павесі виграли по 4 золота).

### Олімпіада-1960
В 1960 році в Римі 41-річний Манджаротті виграв свої останні олімпійські медалі — золото в командному турнірі шпажистів і срібло в командній рапірі.
В 1961 році Манджаротті завершив свою блискучу спортивну кар'єру.
Едоардо двічі поспіль був прапороносцем збірної Італії на Олімпійських іграх — в 1956 році в Мельбурні і на домашній Олімпіаді-1960 в Римі. Цікаво, що італійці довірили нести прапор не римлянинові, а уродженцю північній провінції.

### Після закінчення спортивної кар'єри
Після закінчення кар'єри Манджаротті працював тренером збірної Італії з фехтування, а в 1980-х був генеральним секретарем Міжнародної федерації фехтування (МФФ).
Дочка Едоардо Карола Манджаротті (нар. 1952) також стала фехтувальницею і двічі брала участь в Олімпійських іграх — у 1976 році в Монреалі і в 1980 році в Москві Карола в складі італійської збірної рапіристок займала 5-е місце.

### Платиновий вінок від МОК
В 2003у Міжнародний олімпійський комітет нагородив Едоардо Манджаротті спеціальним Платиновим Вінком з формулюванням «39 золотих, срібних і бронзових медалей, завойованих Едоардо Манджаротті на Олімпійських іграх і чемпіонатах світу, роблять його не тільки найбільшим фехтувальником у спортивній історії, а й самим титулованим спортсменом у всіх олімпійських видах в історії Олімпіад».

## Виступи на Олімпіадах
| Олімпіада      | Дисципліна            | Місце     |
| -------------- | --------------------- | --------- |
| Берлін 1936    | шпага, командні       | 1         |
| Лондон 1948    | рапіра, командні      | 2         |
| Лондон 1948    | шпага, індивідуальні  | 3         |
| Лондон 1948    | шпага, командні       | 2         |
| Гельсінкі 1952 | рапіра, індивідуальні | 2         |
| Гельсінкі 1952 | рапіра, командні      | 2         |
| Гельсінкі 1952 | шпага, індивідуальні  | 1         |
| Гельсінкі 1952 | шпага, командні       | 1         |
| Мельбурн 1956  | рапіра, індивідуальні | 5 p2 r1/3 |
| Мельбурн 1956  | рапіра, командні      | 1         |
| Мельбурн 1956  | шпага, індивідуальні  | 3         |
| Мельбурн 1956  | шпага, командні       | 1         |
| Рим 1960       | рапіра, командні      | 2         |
| Рим 1960       | шпага, командні       | 1         |